# جيمس إف. بومان
جيمس إف. بومان (بالإنجليزية: James F. Bowman)‏ هو محرر وصحفي أمريكي، ولد في 21 يناير 1826، وتوفي في 29 أبريل 1882.